# John Salisbury
John Salisbury (John Edward Salisbury; * 26. Januar 1934 in Birmingham) ist ein ehemaliger britischer Leichtathlet. Er gewann 1956 eine olympische Bronzemedaille mit der 4-mal-400-Meter-Staffel.
Salisbury trat bei den Olympischen Spielen 1956 in Melbourne im 400-Meter-Lauf an. Von den drei britischen Läufern erreichten Peter Higgins und Salisbury das Halbfinale, beide schieden dort als Fünfte ihres jeweiligen Laufes aus. Die britische Stafette mit Salisbury, Michael Wheeler, Higgins und Derek Johnson belegte im Finale in 3:07,2 Minuten den dritten Platz hinter den Staffeln aus den Vereinigten Staaten und aus Australien.
Im Juli 1958 wurde er bei den British Empire and Commonwealth Games in Cardiff über 440 Yards Vierter. Mit der englischen 4-mal-440-Yards-Staffel in der Besetzung Ted Sampson, Johnson, John Wrighton und Salisbury gewann er Silber hinter der Stafette aus Südafrika.
Einen Monat später fanden in Stockholm die Europameisterschaften 1958 statt. Im 400-Meter-Lauf gewann John Wrighton, der in Cardiff Fünfter geworden war, mit dem britischen Rekord von 46,3 Sekunden vor Salisbury in persönlicher Bestzeit von 46,5 Sekunden. In der Staffel lief der Schotte John MacIsaac statt Johnson. In der Besetzung Edward Sampson, John MacIsaac, John Wrighton und Salisbury gewannen die Briten in 3:07,9 Minuten vor den Stafetten aus der Bundesrepublik Deutschland und aus Schweden.
John Salisbury ist 1,80 m groß und wog in seiner aktiven Zeit 70 kg.